# Aforismus
Aforismus je krátký literární útvar zpravidla umělého původu, který existuje na pomezí poezie, prózy a běžné lidové slovesnosti. Obvykle se jedná o krátké rčení, jež je svojí délkou podobné lidovému pořekadlu, někdy se jedná jen o jednu jedinou větu s několika slovy nebo o jednoduché souvětí či zajímavé dvojverší s pěknou metaforou. Na rozdíl od běžného pořekadla však aforismus téměř vždy obsahuje nějakou hlubší myšlenku, závažnější autorův postřeh, neotřelý poetický nápad, osobitý pohled na okolní svět apod. Aforismus je tedy vždy výrazově hlubší a myšlenkově bohatší, než tomu bývá u lidových pořekadel, přísloví a obecných frazeologizmů. Aformismus často pracuje s jazykovým humorem, nadsázkou, persifláží, ironií, paradoxem, protimluvem či slovní recesí - může se jednat o půvabnou slovní hříčku apod.
Aforismus na jedné straně tedy hraničí s lidovou slovesností všedního dne, neboť bývá často šířen pouze ústím podáním, na druhé straně se ale může jednat třeba i o krátkou básničku, sofistikovaný
slovní vtip (například: Policajt se zamyslel) či nějaký pěkně výstižný krátký citát. Jako aforismus někdy slouží i výňatky či citace z nějakého původně mnohem rozsáhlejšího literárního či literárně-dramatického textu (zde je ovšem aforismus vytržen z celkového kontextu původního díla). Některé aforismy pak mohou vlivem ústního podání zlidovět natolik, že se stanou přirozenou součástí jazyka a vytvoří tak nový frazeologizmus.
Blízkým příbuzným literárním pojmem aforismu je sentence.

## Vybrané příklady aforismů

### Lidové či zlidovělé aforismy
- Život je pes, je jednoduchý původně patrně lidový aforismus přirovnávající náš život k údajnému bědnému údělu domácího zvířete
- Život je pes a my jsme jeho patníky, tento aforismus rozvíjí původní myšlenku a celý význam textu pak mírně posouvá jinam
- Život je jako žebřík na kurník, krátkej a posranej, vulgárně pojatý lidový aforismus podsouvající textu další významové konotace, přidává do sdělení zcela jiný smysl

Poznámka: O tom, že mnohé lidové aforismy patrně ovlivňují zpětně i další literární tvorbu některých autorů asi není třeba pochybovat - srovnej text známé písně Jana Wericha a Jiřího Voskovce Život je jen náhoda, jednou jsi dole jednou nahoře… 

### Půvabné slovní hříčky
- Nejsme vepři, nejsme ve při - čili : nebudeme ve sporu, protože jsme slušně vychovaní…
- Spojaři všech zemí, proletujte se! - parafráze vtipně parodující známé komunistické heslo: Proletáři všech zemí, spojte se!

### Jiné aforismy
- Není na světě člověk ten, aby se zavděčil lidem všem.
- Žádná blecha neskáče podle toho, jak její hostitel píská. (Nakladatelství Cesta)